# پیرکند (آق‌داش)
پیرکند (به لاتین: Pirkənd) یک منطقه مسکونی در جمهوری آذربایجان است که در شهرستان آق‌داش واقع شده است.